# Davidstein (Findling)

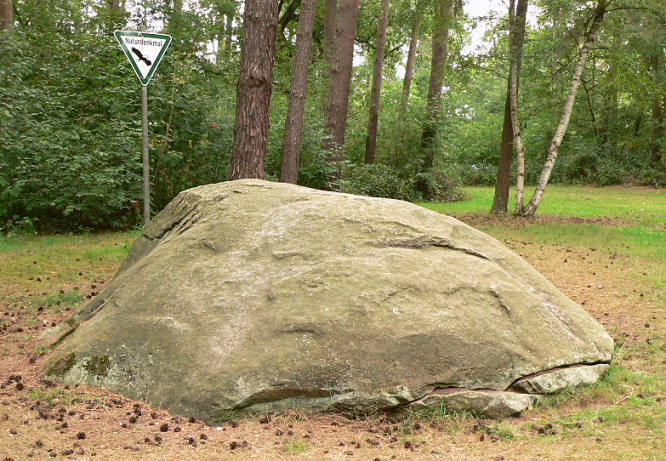
Der Davidstein ist der „Goliathstein“

Der Davidstein ist ein Findling im Ortsteil Mardorf von Neustadt am Rübenberge in der Region Hannover in Niedersachsen. Er ist unter der Bezeichnung Goliathstein als Naturdenkmal geschützt.

## Beschreibung
Der Davidstein ist einer von zahlreichen Findlingen die nach einem der Gletschervorstöße der Elster-Kaltzeit im Nordwesten des heutigen Steinhuder Meeres zurückblieben. Im Jahr 1986 wurde der Davidstein bei einer Untersuchung freigelegt. Er gilt mit einem Gewicht von über 60 Tonnen bei etwa 2,5 m Höhe und über 5 m Umfang als nach dem Giebichenstein zweitgrößter Findling Niedersachsens. Der graurote, mittelkörnige Granitgneis mit Feldspateinschlüssen von bis zu 1 cm Länge liegt auf einem Parkplatz am Strandweg im Osten von Mardorf. Der Davidstein steckt nach der Untersuchung wieder etwa zur Hälfte im Boden.

## Sage und der Goliathstein
In einer in den 1950er Jahren schriftlich festgehaltenen örtlichen Sage wird der Davidstein an der Weißen Düne mit dem weiter westlich am Netteln Berg bei Lütjen Mardrup liegenden Goliathstein in Verbindung gebracht. Demnach zerschlug der Riese Goliath seinen Stein, nachdem es ihm nicht gelungen war, diesen vom Brunnenberg in den Rehburger Bergen aus so weit zu werfen, wie es David mit seinem Stein gelungen war.
Der Goliathstein wurde Anfang des 20sten Jahrhunderts durch Sprengungen weiter zertrümmert. Seine Bruchstücke sind heute kleiner als der Davidstein. Dies führt häufig zu Verwechslungen.

## Schutz

### Naturdenkmal
Ein „Davidstein“ – wohlweislich mit Anführungszeichen geschrieben – ist laut der 19. Verordnung über Naturdenkmäler in der Region Hannover als Naturdenkmal mit der Nummer ND-H 174 geschützt. Die in den gleichfalls verbindlichen Anlagen zur Verordnung stehenden Beschreibung und Lagekoordinaten sind jedoch nicht die des Davidsteins, sondern die des Goliathsteins.
In den gleichen Unterlagen findet sich ein Naturdenkmal mit den Lagekoordinaten des Davidsteins. Seine Beschreibung entspricht dem Davidstein, es wird jedoch offiziell als ND-H 173 „Goliathstein“ bezeichnet.
Eine beim Davidstein aufgestellte Infotafel des Verkehrsvereins Mardorf am Steinhuder Meer bezeichnet diesen als ND-H 174 Davidstein, die online verfügbare Textversion spricht hingegen vom Naturdenkmal ND H173.

### Geotop
Die Karte des niedersächsischen Landesamts für Bergbau, Energie und Geologie verzeichnet ein Geotop 3521/07 „Goliathstein“ mit den Lagekoordinaten des Davidsteins.

## Belege
1. 1 2  
19. Verordnung über Naturdenkmäler in der Region Hannover (Neuregelungsverordnung). (pdf; 64 kB) in Gemeinsames Amtsblatt für die Region Hannover und die Landeshauptstadt Hannover - Sonderausgabe. Region Hannover, 7. September 2010, S. 3, archiviert vom Original am 2. April 2015; abgerufen am 15. März 2015.
2. 1 2 3 4  
Verkehrsverein Mardorf am Steinhuder Meer e. V.: Davidstein. (pdf; 249 kB) www.mardorf.de, abgerufen am 22. Mai 2025.
3. 1 2 3  
Anlage 1 zur 19. Verordnung über Naturdenkmäler der Region Hannover (Neuregelungsverordnung). (pdf; 233 kB) in Gemeinsames Amtsblatt für die Region Hannover und die Landeshauptstadt Hannover - Sonderausgabe. Region Hannover, 7. September 2010, S. 26–27, archiviert vom Original am 9. April 2015; abgerufen am 15. März 2015.
4. ↑  
19. Verordnung über Naturdenkmäler in der Region Hannover (Neuregelungsverordnung). (pdf; 68 kB) in Gemeinsames Amtsblatt für die Region Hannover und die Landeshauptstadt Hannover - Sonderausgabe. Region Hannover, 7. September 2010, archiviert vom Original am 27. März 2016; abgerufen am 15. März 2015.
5. 1 2  
Anlage 2: Lagepläne 1: 5.000. (pdf; 33,5 MB) in Gemeinsames Amtsblatt für die Region Hannover und die Landeshauptstadt Hannover - Sonderausgabe. Region Hannover, 7. September 2010, S. 137–138, archiviert vom Original am 24. März 2016; abgerufen am 15. März 2015.
6. ↑  
Anlage 3: Übersichtskarten 1: 25.000. (pdf; 51 MB) in Gemeinsames Amtsblatt für die Region Hannover und die Landeshauptstadt Hannover - Sonderausgabe. Region Hannover, 7. September 2010, S. 293–294, archiviert vom Original am 24. März 2016; abgerufen am 24. März 2016.
7. ↑  
Findling "Goliathstein" (weitere Informationen). auf Kartenserver, Geotope. LBEG, abgerufen am 18. März 2016.

Koordinaten: 52° 29′ 40,8″ N, 9° 19′ 53,5″ O